# Règle du 1 %
Pour les articles homonymes, voir 1%.

Camembert montrant la proportion de consommateurs, créateurs et contributeurs.

Dans la cyberculture, la règle du 1 %,  loi de 1 % ou hypothèse du 1 pour cent, également appelée principe 90-9-1, reflète le fait que la participation active des membres d'une communauté en ligne est extrêmement faible.
Ainsi, sur Internet, moins de 1 % de la population contribue de façon active, 9 % participe occasionnellement et 90 % sont des consommateurs passifs, qui ne contribuent jamais.

## Historique
La « participation inégale en ligne » est un concept sociologique similaire qui a été introduit par William C. Hill dans les laboratoires AT&T et ensuite repris par Jakob Nielsen,.
Dans un article publié en 2006, Clay Shirky confirme que « la possibilité de choisir largement et librement sur l’Internet crée une loi de puissance de la distribution ». Une étude publiée en 2007 sur 50 000 blogs ayant généré environ 500 millions de dollars semble introduire une règle des 90/10 selon laquelle les 1 % supérieurs accaparent 80 % des revenus. Ce résultat peut conduire à penser que l'Internet accroît les inégalités.
La loi du 1 % est alors assimilable à des règles empiriques bien connues en sciences de l’information, telles que le principe de Pareto selon lequel 20 % d’un groupe produit 80 % de son activité. Dans cette même optique, seules 20 % des informations des contributeurs représentent 80 % de leur valorisation financière potentielle[réf. nécessaire].

## Illustrations

### Forums de discussion
En 2007, Akil N. Awan (en) du Royal Holloway (université de Londres) montre que 87 % des utilisateurs des forums de discussions n’ont jamais contribué, 13 % ont posté au moins une fois, 5 % ont posté plus de 50 fois, et seulement 1 % a posté 500 fois ou davantage.
Le coefficient de Gini se révèle en outre plus élevé pour les communautés professionnelles fermées en business to business (0,71) que pour les communautés business to consumer (0,67).

### Culture libre
En 2006, Ben McConnell comptait 1 à 2 % de contributeurs parmi tous les visiteurs du site Wikipédia : en juin 2005, Jimmy Wales observait que 50 % de toutes les contributions à Wikipédia étaient effectuées par 0,7 % des contributeurs et que 1,8 % des contributeurs avaient écrit plus de 72 % de tous les articles.

## Conséquence
L'hypothèse du 90-9-1 aboutit au choix suivant : soit intégrer la minorité émergente au pouvoir, soit faire dégénérer la société[pas clair].